# Копляков Сергій Вікторович
Сергій Вікторович Копляков  (рос. Сергей Викторович Копляков, 23 січня 1959) — радянський плавець, олімпійський чемпіон.

## Виступи на Олімпіадах
| Олімпіада     | Дисципліна                            | Місце     |
| ------------- | ------------------------------------- | --------- |
| Монреаль 1976 | плавання на 200 метрів вільним стилем | 1 h1 r1/2 |
| Монреаль 1976 | естафета 4 × 200 вільним стилем       | 2         |
| Москва 1980   | плавання на 100 метрів вільним стилем | 4         |
| Москва 1980   | плавання на 200 метрів вільним стилем | 1         |
| Москва 1980   | естафета 4 × 200 вільним стилем       | 1         |
| Москва 1980   | комплексна естафета 4 × 100           | 2         |